# Плимут (Монтсеррат)
Пли́мут (англ. Plymouth) являлся административным центром и единственным портом английской территории Монтсеррат в Карибском море.
С июля 1995 года произошла серия мощных извержений вулкана Суфриер-Хилс, в результате которых лава и пепел хлынули на большие пространства на юге Монсеррата, включая Плимут. Стало очевидно, что город, население которого насчитывало около 4000 человек, находится в опасности. 21 августа 1995 года пепел обрушился на Плимут, и в декабре жители были эвакуированы. Спустя несколько месяцев им было разрешено возвратиться, однако 25 июня 1997 года при мощном извержении погибло 19 человек, пирокластический материал почти достиг аэропорта. Плимут был снова эвакуирован. 4—8 августа ещё ряд извержений разрушили около 80 % города, погребя его под слоем пепла толщиной 1,4 м. Извержённый пирокластический материал имел высокую вязкость, поэтому очистка от него требовала взрывчатку, бульдозеры и другие ресурсы, слишком дорогие для повсеместного использования при раскопках. Город был покинут, и южная часть острова была объявлена закрытым районом. Более ⅔ населения покинуло остров. Правительство Монтсеррата переместилось в Брейдс, но Плимут всё ещё де-юре остаётся административным центром.